# ヴァンサン・カンデラ
ヴァンサン・カンデラ（Vincent Candela、1973年10月24日 - ）は、フランス・エロー県ベダリュー出身の元サッカー選手。1998 FIFAワールドカップで優勝したフランス代表メンバーの一人。現役時代のポジションはDF、MF。
右利きながら、左サイドでのプレーを好み、左右両足でプレー出来ることが持ち味であった。フィジカルが強く、確かな技術を備えていた。

## 経歴
トゥールーズのユースでキャリアをスタートさせ、1992年にプロデビューも果たした。3シーズン後、ギャンガンへ移籍。ここでは、インタートトカップを制するなど、地位を確立し、ギャンガン所属の選手としては、初めてフランス代表にデビューした。フランス代表としては40試合に出場して5得点。代表ではビセンテ・リザラズの控えにまわることが多かった。1998年W杯ではグループリーグ最終節のデンマーク戦の1試合のみに出場したが、優勝を果たした。EURO 2000では、グループリーグの2試合に起用され、優勝メンバーの一員となった。2002 FIFAワールドカップにも出場している。
1996-97シーズン途中の1997年1月、カルロス・ビアンチ監督が会長に獲得を依頼し、ASローマへと移籍した。右サイドはカフー、左サイドはカンデラが攻撃を担い、相手チームの脅威となった。1997年3月9日、エラス・ヴェローナ戦で初ゴールと2点目を決め、ローマサポーターの心を掴んだ。2000-01シーズン、リーグ戦33試合に出場、3ゴール4アシストを決め、スクデット獲得に貢献した。2004-05シーズンまでローマに在籍、通算289試合に出場した。
2007年9月、現役引退を発表した。2009年6月5日、スタディオ・オリンピコにて1998年フランス代表対2001年ASローマのメンバーによる引退試合を行った。2014年にローマの殿堂入りを果たした。

## 代表歴

### 出場大会
U-21フランス代表
- 1996年 アトランタオリンピック

フランス代表
- 1998年 FIFAワールドカップ（優勝）
- 2000年 UEFA欧州選手権（優勝）
- 2002年 FIFAワールドカップ（グループリーグ敗退）

### 試合数
- 国際Aマッチ 40試合 2得点（1996年-2002年）[6][7]

| フランス代表 | 国際Aマッチ | 国際Aマッチ |
| 年           | 出場        | 得点        |
| ------------ | ----------- | ----------- |
| 1996         | 2           | 0           |
| 1997         | 5           | 0           |
| 1998         | 6           | 1           |
| 1999         | 6           | 0           |
| 2000         | 7註1        | 0           |
| 2001         | 6           | 1           |
| 2002         | 8           | 0           |
| 通算         | 40          | 2           |

註1 フランスサッカー連盟は2000年8月16日に行われたFIFA選抜戦を国際Aマッチとして認めている。

## 獲得タイトル
- セリエA 2000-01
- スーペルコッパ・イタリアーナ 2001